# Топпенштедт
Топпенштедт (нем. Toppenstedt) — община в Германии, в земле Нижняя Саксония.
Входит в состав района Харбург. Подчиняется управлению Зальцхаузен. Население составляет 2098 человек (на 31 декабря 2010 года). Занимает площадь 29,09 км².
Коммуна подразделяется на 2 сельских округа.